# Равнина

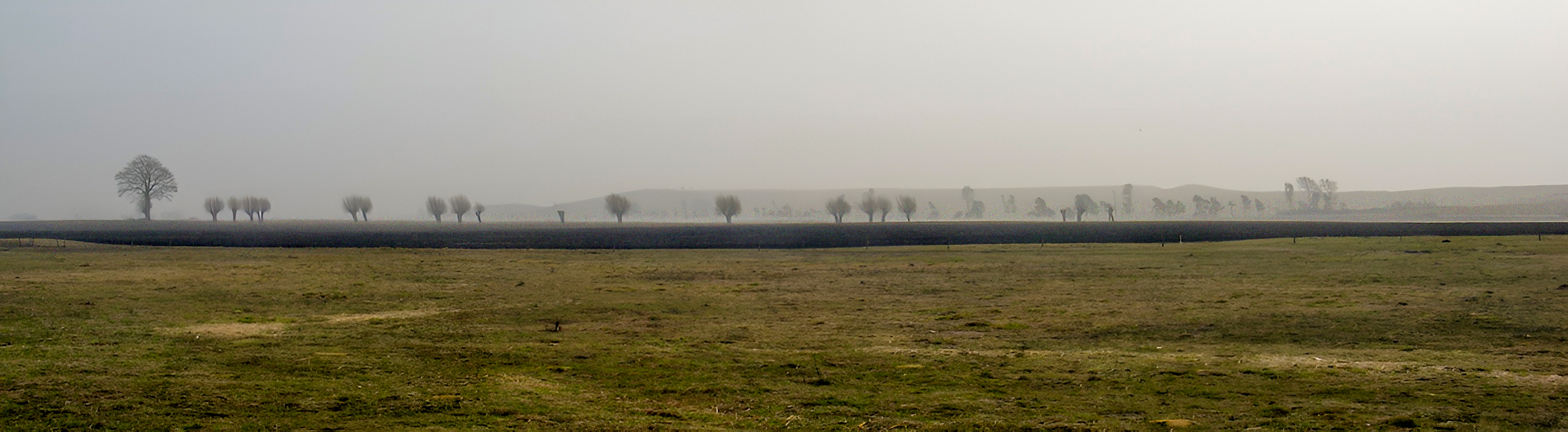
Равнина в провинции Сконе на юге Швеции

Равни́ны — значительные по площади участки поверхности суши, дна морей и океанов, для которых характерны: незначительный уклон местности (до 5°) и небольшое колебание высот (до 200 м); которое если и достигает сотен метров, то эти изменения имеют место на большом протяжении, что ведёт к тому, что высоты соседних точек мало отличаются друг от друга.
Равнины, как и горы, испытывают тектонические движения, однако с небольшим градиентом (до 1—2 м/км). В совокупности равнинным рельефом занято 65 % территории суши. Крупнейшая равнина мира: Амазонская низменность (свыше 5 млн км²).

## Классификация
В зависимости от абсолютных высот различают: низменные (до 200 м); возвышенные (200—500 м); нагорные или высокие (более 500 м) равнины и плоскогорья.
По структурному признаку выделяют равнины платформенных и орогенных (горных) областей.
По преобладающим внешним процессам можно выделить: денудационные и аккумулятивные равнины. Денудационные образованы в результате разрушения возвышенных форм (гор) рельефа. Аккумулятивные образовались путём накопления осадочных отложений.
По своему гипсометрическому положению равнины подразделяются на низменные, приподнятые, плоскогорья и плато. По своей морфографии равнины могут быть горизонтальными, слабонаклонными, косыми, вогнутыми, волнистыми, холмистыми, грядовыми.

## Известные примеры

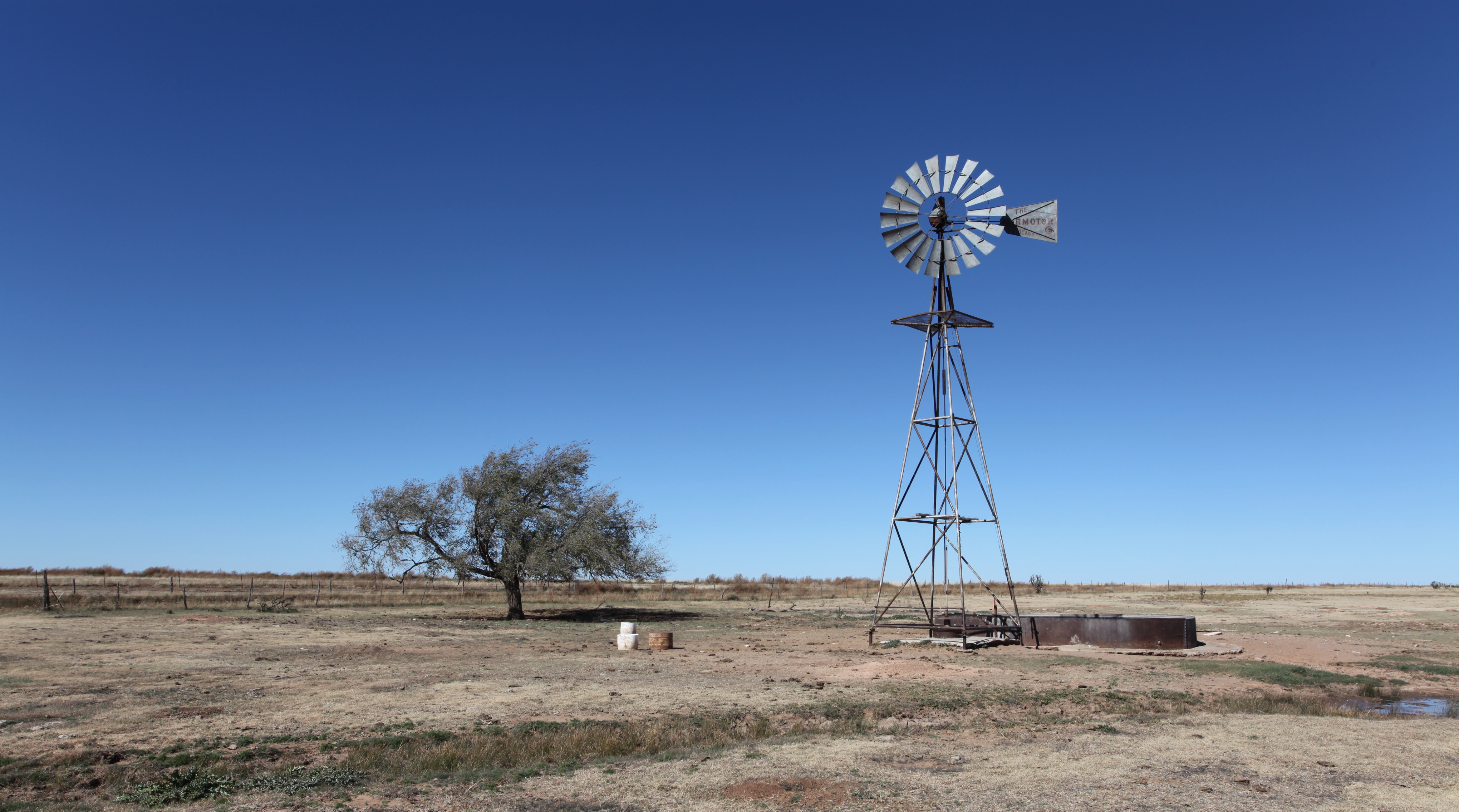
Карри (округ Нью-Мексико), Великие равнины

### Америкa
- Альтиплано (Боливия, Чили, Перу)
- Равнина Корони (Тринидад и Тобаго)
- Продольная долина
- Гран-Чако (Аргентина, Боливия, Парагвай)
- Льянос (Колумбия и Венесуэла)
- Пампа (Аргентина, Уругвай, Бразилия)
- Атлантическая прибрежная равнина (Соединенные Штаты)
- Великие равнины (Канада и США)
- Прибрежная равнина залива (Мексика и США)
- Аллювиальная равнина Миссисипи (Миссисипи)

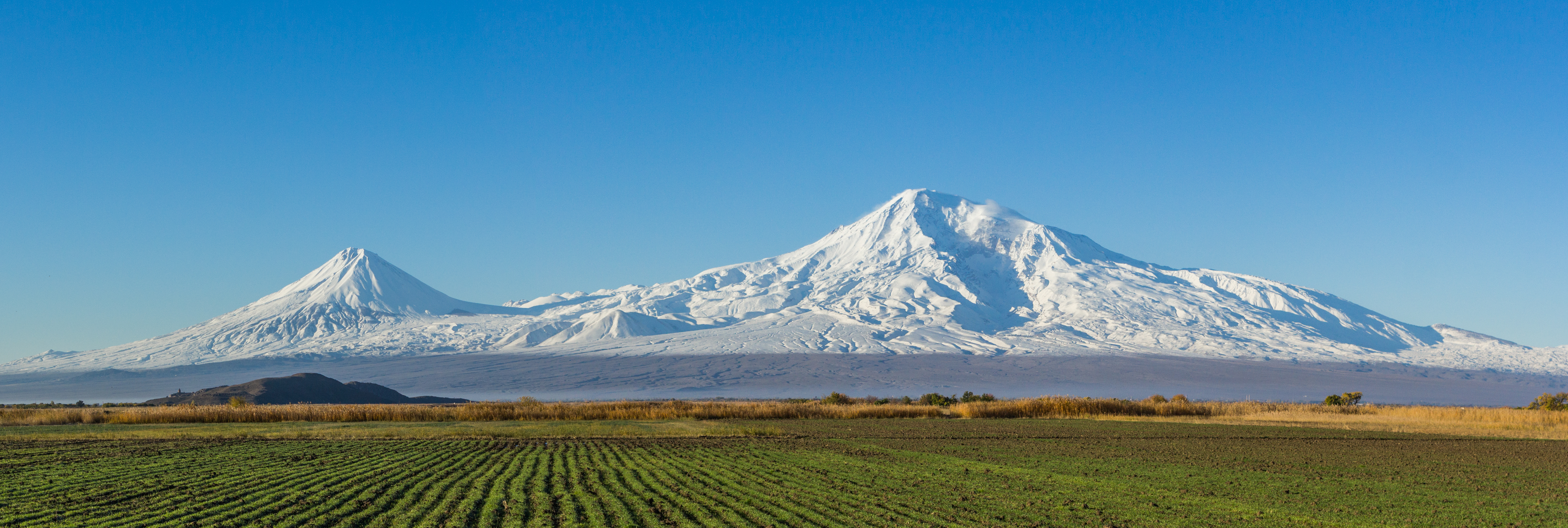
Кавказ, на переднем плане Араратские равнины

- Плато Снейк-Ривер (Айдахо)

### Европа
- Предкавказская равнина (Россия)
- Приднепровская низменность (Украина)
- Восточно-Европейская равнина
- Европейская равнина
- Альфёрд
- Косово поле (Косово)
- Кишальфёрд (Австрия, Венгрия и Словакия)
- Пуста (Венгрия)
- Полесская низменность (Украина и Белоруссия)
- Верхнефракийская равнина (Болгария)
- Северогерманская равнина
- Среднедунайская низменность (Центральная Европа)
- Парндорфской равнины (Австрия)
- Вестфальская низменность (Германия)
- Хардангервидда (Норвегия)
- Североевропейская равнина
- Лелантская равнина (Греция)
- Равнина Месара (Греция)
- Паданская низменность (Италия)

### Азия
- Равнина Канту (Япония)
- Равнина Кеду (Индонезия)
- Мино-Оварийская равнина (Япония)
- Великая Китайская равнина (Китай)
- Западно-Сибирская равнина (Россия)
- Дуары (Индия и Бутан)
- Индо-Гангская равнина (Бангладеш, Индия и Пакистан)
- Равнина Мор (Индия)
- Терай (Индия и Непал)
- Араратская равнина (Армения и Турция)
- Израильская прибрежная равнина (Израиль)
- Муганская равнина (Азербайджан и Иран)
- Ширакская степь (Грузия)

### Австралия и Океания
- Кентерберийская равнина (Кентербери)
- Равнина Налларбор